# Tanguy Dardenne
Tanguy Raymond Henri Dardenne (Alençon (Frankrijk), 22 mei 1980) is een Belgisch politicus voor de liberale MR.

## Biografie
Dardenne studeerde in 2003 af in de marketing aan de Solvay Brussels School of Economics and Management in Brussel.
Hij werd beroepshalve ondernemer. In 2003 richtte hij in Chimay het eventorganisatiebedrijf Eventium op, waarvan hij sindsdien manager is, en sinds 2016 is hij zaakvoerder van SIDT, een adviesbureau op het gebied van bedrijfsbeheer en bedrijfsvorming. Daarnaast is hij sinds 2020 gerant van de Franse vastgoedinvesteerder Mercura en sinds 2021 gedelegeerd bestuurder van ESI, een maatschappij die zonnepanelen met hoog vermogen installeert.
Sinds 2008 is Dardenne gemeenteraadslid van Chimay, waar hij van december 2012 tot december 2018 eerste schepen was. In de legislatuur 2018-2024 zetelde Dardenne in de oppositie. Bij de verkiezingen van oktober 2024 voerde Dardenne de lijst Bouge+ aan, die de absolute meerderheid behaalde. Hierdoor kon hij in december 2024 aantreden als burgemeester van Chimay.
Bij de Waalse verkiezingen van 9 juni 2024 werd Dardenne verkozen in de kieskring Charleroi-Thuin, waarna hij zitting nam in het Waals Parlement en het Parlement van de Franse Gemeenschap. In het Parlement van de Franse Gemeenschap zetelde hij in de commissie Cultuur, Permanente Vorming, Internationale Betrekkingen en Algemene Zaken. In december 2024 nam hij ontslag als parlementslid vanwege zijn benoeming tot burgemeester van Chimay.